# Grundbächle (Wiese)
Das Grundbächle (auch Grundbach) ist ein knapp 1,6 Kilometer langer Bach des Südschwarzwaldes im baden-württembergischen Todtnau im Landkreis Lörrach. Er entspringt im Walddistrikt Knöpflisbrunnen  und mündet in Todtnau unterhalb der Silberberghalle von rechts und Westen in die Wiese. 

## Name
In den meisten Karten wird der Bach als Grundbächle bezeichnet, so auf der amtlichen Gewässerkarte der Landesanstalt für Umwelt Baden-Württemberg (LUBW), auf dem Messtischblatt von 1885 in der Deutschen Fotothek und der topografischen Karte im Geoportal Baden-Württemberg; hier wird er allerdings im Layer ALKIS Basis transparent als Grundbach geführt, diese Benennung findet sich auch auf der Historischen Gemarkungsübersicht Baden

## Geographie

### Verlauf
Das Grundbächle entspringt auf etwa 1058 m ü. NHN im Walddistrikt Knöpflisbrunnen, etwa 400 Meter nordöstlich der Hochalm Knöpflesbrunnen unterhalb des Hasbacherspitzwegs. Von dort fließt es Richtung Osten durch sein bewaldetes Tal hinab. Auf etwa 700 m ü. NHN tritt es aus dem Wald hinaus und erreicht alsbald die Wohnbebauung von Todtnau am Grundweg, der parallel zum Grundbächle verläuft. Nach der Unterquerung der Neßlerstraße führt der Lauf noch etwa 100 Meter über Grünland, um danach die ehemalige Bahnstrecke des Todtnauerlis zu unterqueren. Kurz darauf mündet das Grundbächle unterhalb der Todtnauer Silberberghalle auf etwa 628 m ü. NHN von rechts und Westen in die Wiese. 
Der knapp 1,6 km lange Lauf des Grundbächles endet rund 430 Höhenmeter unterhalb seiner Quelle, er hat somit ein mittleres Sohlgefälle von etwa 27 %.

### Einzugsgebiet
Das naturräumlich zum Südschwarzwald gehörende Einzugsgebiet ist gut 60 Hektar groß und liegt vollständig im Gemeindegebiet der Stadt Todtnau. Der höchste Punkt des Einzugsgebiets liegt im Westen auf einem Nebengipfel des Knöpflesbrunnen auf etwa 1121 m ü. NHN. 
Die Einzugsgebiete der folgenden Nachbargewässer grenzen an:
- Im Norden konkurriert der Breitriesgraben, einem Nebenlauf des Schönenbachs, im Nordosten der Schönenbach selbst, der sich direkt oberhalb des Grundbächles in die Wiese ergießt;
- im Süden liegt das Einzugsgebiet des Langschwandbachs, der direkt unterhalb in die Wiese mündet;
- jenseits der westlichen Wasserscheide liegt das Einzugsgebiet des Wiedenbachs und einige seiner linken Nebenläufe, der weiter unterhalb in die Wiese entwässert.

### Zuflüsse
Auf der amtlichen Gewässerkarte sind keine benannten Zuflüsse verzeichnet, lediglich ein namenloser Hangwaldbach findet sich auf der topografischen Karte, dieser ist etwa 380 Meter lang, entspringt auf etwa 900 m ü. NHN und mündet auf rund 750 m ü. NHN von rechts und Südwesten.

### Flusssystem Wiese
- Fließgewässer im Flusssystem Wiese